# Laufeia sicus
Laufeia sicus är en spindelart som beskrevs av Wu A., Yang Z. 2008. Laufeia sicus ingår i släktet Laufeia och familjen hoppspindlar. Inga underarter finns listade i Catalogue of Life.